# Puya cardenasii
Puya cardenasii là một loài thực vật có hoa trong họ Bromeliaceae. Loài này được L.B.Sm. miêu tả khoa học đầu tiên năm 1948. Chúng là loài đặc hữu của Bolivia.